# Giro delle Fiandre 1932
Il Giro delle Fiandre 1932, sedicesima edizione della corsa, fu disputato il 13 marzo 1932, per un percorso totale di 227 km. Fu vinto dal belga Romain Gijssels, al traguardo con il tempo di 6h29'00", alla media di 35,010 km/h, davanti ai connazionali Alfons Deloor e Alfred Hamerlinck.
I ciclisti che partirono da Gand furono 120 mentre coloro che tagliarono il traguardo a Wetteren furono 44.

## Ordine d'arrivo (Top 10)
| Pos. | Corridore          | Squadra        | Tempo    |
| ---- | ------------------ | -------------- | -------- |
| 1    | Romain Gijssels    | Dilecta-Wolber | 6h29'00" |
| 2    | Alfons Deloor      | Daemers        | a 3'15"  |
| 3    | Alfred Hamerlinck  | Dilecta-Wolber | a 4'30"  |
| 4    | Jean Aerts         | Alcyon-Dunlop  | s.t.     |
| 5    | Félicien Vervaecke | Labor          | s.t.     |
| 6    | Jan-Jozef Horemans | Dilecta-Wolber | s.t.     |
| 7    | Cesar Bogaert      | Demol          | a 5'30"  |
| 8    | Frans Bonduel      | Dilecta-Wolber | s.t.     |
| 9    | Léon Tommies       | Alcyon-Dunlop  | s.t.     |
| 10   | Léopold Roosemont  | Alcyon-Dunlop  | s.t.     |